# Alessandro Tonolli
Alessandro Tonolli (nacido el 25 de junio de 1974 (50 años) en Caprino Veronese, Italia)  es un exjugador italiano de baloncesto. Con 2.02 de estatura, jugaba en la posición de ala-pívot. Jugador con una longeva carrera a sus espaldas, debutó en el Basket Brescia, y con 19 años fichó por el Pallacanestro Virtus Roma, equipo donde jugó durante 20 años, retirándose en el año 2014 después de 547 partidos oficiales en el equipo romano